# Objet 140
 (juillet 2021).
L'Objet 140 était un prototype de char moyen soviétique développé au milieu des années 1950. Bien qu'apportant un certain nombre de composants innovants, sa complexité fit qu'il ne fut jamais produit en grande série. 

## Historique et développement
Au début des années 1950, l'Usine no 183 de Nijni Taguil travaillèrent à la conception d'un nouveau char moyen, l'Objet 140, pour être le remplaçant du T-54. Le projet a été supervisé par Aleksandr Aleksandrovitch Morozov.
En 1953, en raison de plusieurs désaccords certains ingénieurs et l'OKB (Bureau d'étude expérimental), une partie du personnel se déplace à l'Usine no 75 de Kharkov, l'autre partie reste à Nijni Tagil. Le projet est donc scindé en deux, avec un esprit de compétition, d'un côté, à l'Usine no 183 l'équipe de Kartsev travaillent sur la conception de l'Objet 140 et à l'Usine no 75 l'équipe de Morozov sur l'Objet 430. 
En 1957, deux prototypes de l'Objet 140 furent produits, des tests comparatifs avec l'Objet 430 lui ont démontré plusieurs défauts. Dans ses mémoires, Kartsev a rappelé qu'au cours de l'assemblage et des tests en usine, il est devenu de plus en plus conscient que le char n'était pas très innovant d'un point de vue technologique, difficile d'utilisation et à réparer. Une seule usine dans toute l'Union soviétique était capable de mouler certaines des pièces nécessaires, et des parties spécifiques du compartiment moteur s'avérèrent impossible à produire en série. Kartsev mentionne que ses ingénieurs devaient utiliser un miroir de dentiste pour installer des collecteurs d'échappement à partir d'une trappe de visite sous le char.
Après quelques nuits blanches, Kartsev décide d'écrire lui-même une lettre demandant l'annulation du projet au Comité central. À sa grande surprise, ce lui fut accordé et il n'a pas été sanctionné pour avoir dépensé 16 millions de roubles d'argent public sur le projet.
En 1958, les travaux sur l'Objet 140 sont arrêtés, en faveur de l'Objet 430, lui aussi annulé en faveur du T-64.
Néanmoins, la conception de l'Objet 140 n'eut pas été vaine, le réservoir conforme contenant des alvéoles pour loger des obus fut repris sur le T-55 et le T-62 ainsi que sur tous les chars de combat soviétiques qui s'ensuivirent. Le T-62 reprendra également le système d'éjection automatisé des douilles. L'idée d'utiliser des galets de roulement en aluminium fut reprise sur le T-72.

## Caractéristiques techniques

### Armement

#### Principal
L'Objet 140 est armé d'un canon D-54TS d'un calibre de 100 mm, ce dernier est plus puissant que son prédécesseur, le D-10T grâce à un tube rayé allongé à 57 calibres (L/57 soit 5,7 m) et des douilles plus volumineuses contenant plus de poudre.
Afin de limiter l'impulsion de recul, un frein de bouche à tiroir est monté à l'extrémité du canon.
Un système d'éjection automatique des douilles est installé à l'arrière de la tourelle. Il récupère la douille éjectée par la culasse après le tir du canon et l'éjecte par le biais d'une petite trappe située dans la partie arrière du toit de la tourelle.
Afin de permettre le tir en marche, le canon D-54TS est stabilisé en site et en gisement par un système de stabilisation Molniya (en français : éclair). Le deuxième prototype a été équipé du système de stabilisation différent appelé Metel (en français : blizzard).

#### Secondaire
Son armement secondaire comportait une mitrailleuse KPVT de 14,5 mm installée sur la tourelle ainsi que deux mitraileuses SGMT de 7,62 mm dont une en coaxiale.

### Moyens d'observations

#### Premier prototype
- Le tireur avait à sa disposition une lunette monoculaire périscopique T2S A Udar conçu par l'usine no 393 de Krasnogorsk, il possède deux grossissements ; × 3,1 (champ de vision de 22°) et × 8 (champ de vision de 8,5°).

#### Deuxième prototype
- Une lunette monoculaire articulée TSh-2-32P montée dans le masque du canon.

Un viseur télémétrique TPDS d'une base de 1 100 mm fut également testé.

### Mobilité
Initialement, l'Objet 140 devait être motorisé par une version plus puissante du moteur V-54 dénommée V-36. Ivan Trashutin, alors responsable du développement du V-54 (et faisant partie de l'équipe ayant conçu le moteur V-2) refusa de modifier son moteur pour atteindre la puissance requise de 580 ch.
Kartsev s'est donc alors tourné vers l'usine de moteurs de Barnaoul (BZTM) fabricant des moteurs diesel pour machines agricoles. Evgeny Artiemejev, le concepteur en chef de BZTM accepta de relever le défit.
Le moteur Diesel TD-12 à refroidissement liquide conçu par BZTM a une puissance maximale est de (579 ch) à 2 100 tr/min pour une cylindrée de 38,88 ℓ.
Outre le fait d'être monté transversalement dans le compartiment moteur comme le T-44 et le T-55, le moteur TD-12 est incliné de 53° sur son axe pour limiter le volume de l'arrière du compartiment moteur, la paroi à l'arrière de la caisse est ainsi inclinée vers l'intérieur comme ce fut jadis le cas sur le T-34. La plage arrière est par conséquent inclinée et remonte en pente douce jusqu'à la tourelle. 
Le moteur étant difficile d'accès, une multitude de trappes de visite et de bouchons de vidange recouvrent la partie du plancher du char située en dessous du compartiment moteur.
Le moteur a également la particularité d'avoir un système de refroidissement dépourvu de ventilateur axial. L'air froid étant aspiré à travers le radiateur par effet Venturi grâce à un système d'éjecteurs qui utilise la vitesse de sortie des gaz d'échappement pour créer une différence de pression. Ce système fut également utilisé sur moteur 5TDF à pistons opposés du T-64.

#### Transmission
La boîte de transfert et la Boîte de vitesses sont montées à droite du moteur TD-12, la boîte possède six rapports marche avant et une marche arrière. La direction comprenant un train épicycloïdal de type planétaire. La boîte de vitesses était actionnées via des commandes hydrauliques.

#### Suspension
La suspension est à barres de torsion et constituée de 6 galets de roulement en alliage d'aluminium d'un diamètre de 700 mm réalisé par estampage, des amortisseurs télescopiques sont installés sur la première et la sixième paire de galets. Le débattement vertical des suspensions est de 242 mm soit près du double du T-55 (142 mm).
Chaque chenille est supportée par une série de quatre rouleaux porteurs.

### Blindage
La caisse de l'Objet 140 est faite en tôles d'acier soudées entre elles. On observe un décrochement des flancs de la caisse vers l'extérieur à la hauteur du chemin de roulement de la tourelle afin de correspondre au diamètre de 2 250 mm de celle-ci. Afin de réduire la masse du char, le capot moteur n'est pas fait en acier mais en aluminium.
Pour un souci de masse, la hauteur de la tourelle fut diminuée de 87 mm en plaçant plus bas les tourillons supportant le canon.
| Modèle                                                                   | Objet 140                | Objet 140                     |
| Zone concernée                                                           | épaisseur en millimètres | épaisseur horizontale obtenue |
| ------------------------------------------------------------------------ | ------------------------ | ----------------------------- |
| Face avant tourelle                                                      | 240 mm à 81°             | 243 mm                        |
| Flancs de la tourelle                                                    | 183 mm à 80°             | 185 mm                        |
| Arrière de la tourelle                                                   | 65 mm à 70°              | 69 mm                         |
| Glacis                                                                   | 110 mm à 65°             | 260 mm                        |
| Bas de la caisse                                                         | 100mm à 61°              | 206 mm                        |
| Flancs de la caisse                                                      | 80 mm à 0°               | 80 mm                         |
| Déports de la caisse à la hauteur du chemin de roulements de la tourelle | 57 mm à 50°              | 88 mm                         |
| Arrière de la caisse                                                     | 30 mm à 50°              | 46 mm                         |
| Partie inférieure de l'arrière de la caisse                              | 20 mm à 64°              | 45 mm                         |

## Capacité de franchissement
1. Un gué de 140 cm.
2. Une pente de 35°

## Exemplaires existants
Le seul exemplaire restant est exposé au musée des blindés d'Uralvagonzavod de Nijni Taguil.

## Culture populaire/ jeux vidéo
Il est présent dans le jeu World of Tanks en tant que char moyen de rang X, successeur du T-54.